# Wierchnierieczenskij
Wierchnierieczenskij (ros. Верхнереченский) – chutor w Rosji, w obwodzie wołgogradzkim, w rejonie niechajewskim. W 2021 liczył 471 mieszkańców.